# En Commun
En Commun (EC) er et fransk miljøparti, der blev oprettet som en forening den 22. maj 2020 og som et parti den 14. oktober 2020
Den 29. november 2021 tilsluttede partiet sig en koalition, der ønsker, at Emmanuel Macron bliver genvalgt ved præsidentvalget i april 2022.
Partiet har 23 mandater i Nationalforsamlingen. De 23 parlamentsmedlemmer opstillede alle for La République en marche ! ved parlamentsvalget i 2017.   
Barbara Pompili er partiets medlem af regeringen. I 2016–2017 var hun statssekretær for klima og biodiversitet i Manuel Vallss og Bernard Cazeneuves regeringer, og fra 6. juli 2022 hun er minister for økologisk omstilling i Jean Castexs regering. 